# Planeo
Planeo je český a slovenský maloobchodní prodejce zaměřený na spotřební elektroniku. Síť prodejen Planeo dlouho vlastnila společnost FAST PLUS s.r.o. založená v roce 1990. V roce 2021 síť prodejen Planeo zakoupily společnosti PPF, Rockaway Capital a EC Investments.
Firma provozuje také vlastní e-shop. K roku 2025 byla firma Planeo jedním z nejvýznamnějších prodejců spotřebních a telekomunikačních technologií v Česku.